# 烏魴科
烏魴科俗稱鲳魚，為輻鰭魚綱鱸形目的其中一個科。其中不少品種（如Brama brama）是重要食用魚。

## 分布
本科魚類分布於全球三大洋。

## 深度
由水表層至500公尺深的範圍皆可見。

## 特徵
本科魚體側扁，呈長橢圓形或卵圓形；吻短，背鰭與臀鰭之基底甚長，無硬棘，成魚尾鰭成迎月形或深分叉，胸鰭發達，體被大型且堅硬具小棘之鱗。

## 分類
烏魴科其下分8個屬，如下：

### 烏魴屬(Brama)
- - 澳洲烏魴(Brama australis)
  - 烏魴(Brama brama)
  - 加勒比烏魴(Brama caribbea)
  - 杜氏烏魴(Brama dussumieri)
  - 日本烏魴(Brama japonica)
  - 梅氏烏魴(Brama myersi)
  - 小鱗烏魴(Brama orcini)
  - 少輻烏魴(Brama pauciradiata)
  - 雷氏烏魴(Brama raji)

### 圓幣烏魴屬(Collybus)
- - 圓幣烏魴(Collybus drachme)

### 真烏魴屬(Eumegistus)
- - 布氏真烏魴(Eumegistus brevorti)
  - 真烏魴(Eumegistus illustris)

### 帆鰭魴屬(Pteraclis)
- - 帆鰭魴 (Pteraclis aesticola)
  - 卡羅來納帆鰭魴 (Pteraclis carolinus)
  - 叉尾帆鰭魴 (Pteraclis velifera)

### 高鰭魴屬(Pterycombus)
- - 高鰭魴(Pterycombus brama)
  - 彼氏高鰭魴(Pterycombus petersii)：又稱多棘烏魴。

### 棱魴屬(小烏魴屬)(Taractes)
- - 粗棱魴(Taractes asper)
  - 紅棱魴(Taractes rubescens)：又稱紅褐烏魴。

### 長鰭烏魴屬(Taractichthys)
- - 叉尾長鰭烏魴(Taractichthys longipinnis)
  - 凹尾長鰭烏魴(Taractichthys steindachneri)：又稱大鱗烏魴。

### 異魴屬(Xenobrama)
- - 小鱗異魴(Xenobrama microlepis)

## 生態
本科魚類屬於深海底棲性魚類，日間棲息在深層海域，夜間則會到水表層區覓食，屬肉食性魚類，以其他的小魚、甲殼類、頭足類為主食。

## 經濟利用
屬中型食用魚，適宜紅燒、煮湯等。